# عرض تقديمي

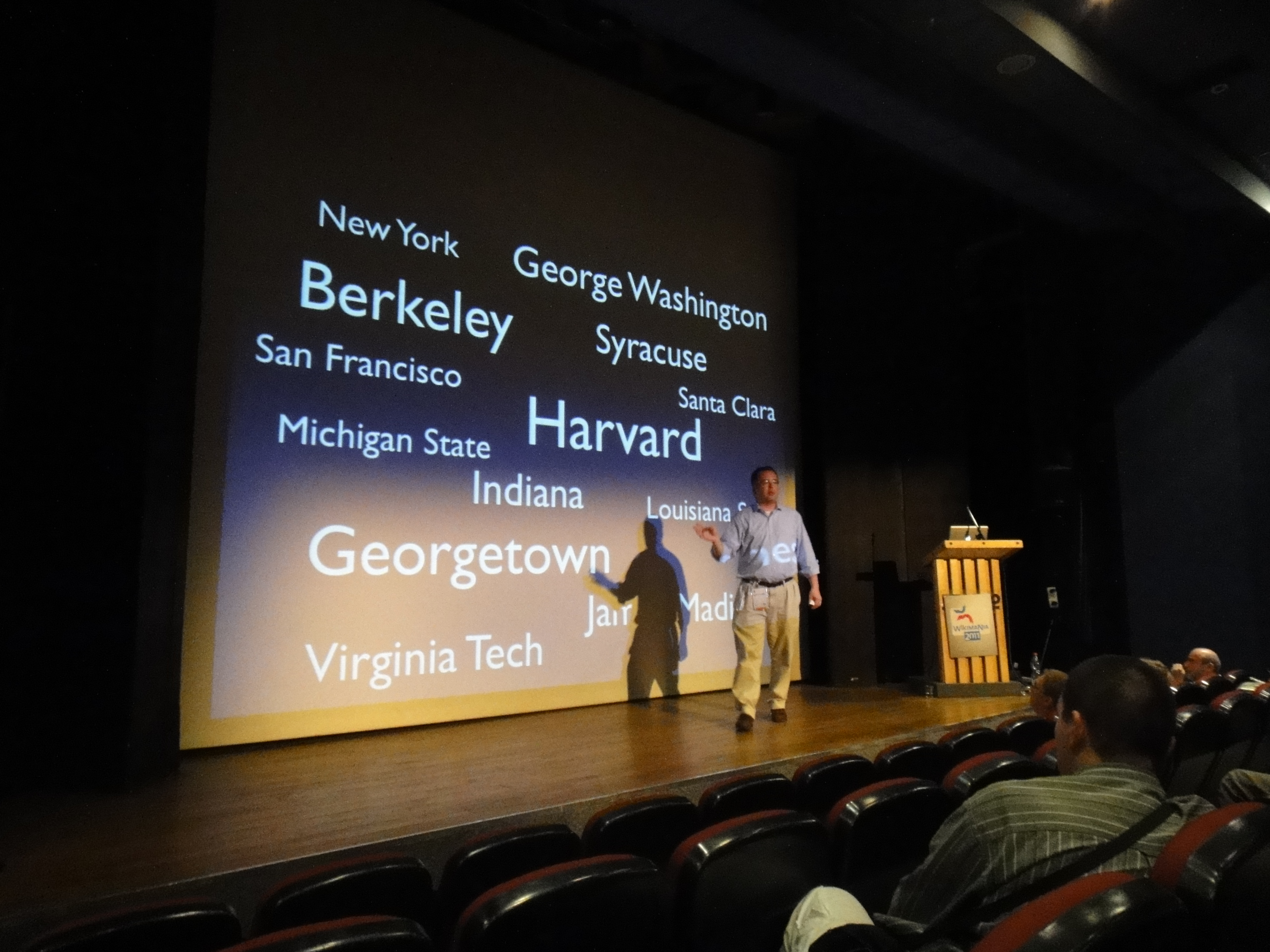
متحدث يقدم عرضًا باستخدام جهاز إسقاط.

العروض التقديمية (بالإنجليزية:  Presentations)‏ هي طريقة لتقديم وعرض المعلومات والبيانات ونتائج الأبحاث، تستخدم في المؤتمرات والاجتماعات العامة والخاصة لعرض موضوع ما أمام مجموعة من الحضور.
تستخدم برامج الحاسب الآلي في إعداد مثل هذه العروض وتحديداً برنامج باور بوينت وأوبن أوفس إمبرس وكينوت والعديد من البرامج الأخرى وكذلك يستخدم جهاز العرض على الشاشة بروجكتور (بالإنجليزية: Projector)‏.

## من يستخدم العروض التقديمية
- مسؤولو المبيعات والتسويق
- الباحثون
- رجال الدعاية والإعلان في عرض الأبحاث التسويقية والحملات الإعلانية
- الأكاديميون
- المعلمون والطلاب في عرض الدروس والمشاريع

## ما الذي يجب الاهتمام به أثناء الاعداد للعروض التقديمية؟
مشاركة العروض التقديمية باحترافية يجب أن تراعي كل من

### الجمهور
يحتاج مقدم العروض التقديمية أن يعرف ما أهم سمات الجمهور، أكبر احتياجاتهم بخصوص هذا الموضوع، ومقدار معرفتهم السابقة بخصو هذا الموضوع، وما يحتاجوا أن يعرفوه.

### المحتوى[1]
تشتمل العروض التقديمية الاحترافية على مقدمة، قلب، خاتمة. ولكل منهم غرض وسمات مختلفة، لذلك يحتاج مقدم العرض التقديمي ان يعد مقدمة تجذب الانتباه، وتوضح أهداف العرض. وفي قلب العرض التقديمي يحتاج للتأكد من أنه قام بتغطية الأهداف الرئيسية للعرض التقديمي، بتسلسل منطقي وسلس. أيضا يجب أن يشمل العرض التقديمي الناجح على وقت للأسئلة، وختام قوي يلخص هدف وموضوع العرض.

### تدعيم العرض التقديمي
يعمل كثير من المحاضرين والمدربين المحترفين على تدعيم العرض التقديمي بانشطة تخاطب الذكاءات المتعددة، مع وسائل تفاعلية تناسب الجمهور وهدف العرض.

### تكوين الشرائح
كثيرا ما يستخدم مقدمي العروض التقديمية عرض شرائح كوسيلة ايضاح، وهناك الكثير من النصائح التي يقدمها متخصصون في اعداد الشرائح بطريقة شيقة ومساعدة للمتعلمين، مع تجنب بعض الاخطاء الشائعة بخصوص الخط، وخلفية العرض وغيرها من الملاحظات.

### التقديم
أثناء تقديم العروض التقديمية يحتاج الباحثون أو محاضرون للاعداد الجيد لأجهزة، ووسائل العرض، ووسائل لتدوين الملاحظات، مع اعداد القاعة بالطريقة الملائمة، مع الالتزام بالوقت والمعايير الخاصة بالعرض.